# Неографія
Неогафія — наука про сучасне письмо; практично бере початок з часу запровадження уніфікованого громадянського шрифту. Напрямок академічної лексикографії.
У більш вузькому значенні — наука про теорію і практику опису неологізмів у словниках.
У психології: порушення писемного мовлення, які проявляються в зміні елементів письма, графем; найчастіше відображає особливості символічного мислення хворих шизофренією.